# Peter Fröhlich
Peter Fröhlich geboren als Peter Fritsch (Wiener Neustadt, 29 augustus 1938 - Altaussee, 11 juli 2016) was een Oostenrijkse schlagerzanger en acteur. Zijn artiestennaam kreeg hij in 1964 dankzij zijn jarenlange vriend Franz Antel, die hem kortweg Peter Fröhlich noemde, vanwege zijn altijd vrolijke karakter.

## Jeugd en opleiding
Peter Fröhlich was de zoon van een lerares en een advocaat en groeide op in Pitten in Neder-Oostenrijk. Het was zijn droom om acteur te worden. Naar eigen zeggen had hij dit reeds op 4-jarige leeftijd in de Pittener bioscoop vastgesteld. Als 10-jarige stond hij voor de eerste keer op het podium bij het Stadttheater Wiener Neustadt. Zijn moeder moedigde zijn acteerambities aan, maar verlangde na het eindexamen in Wiener Neustadt, dat hij een studie Rechten zou voltooien. Tijdens zijn studiejaren in Wenen in verschillende studierichtingen nam hij reeds toneelonderricht bij professor Zdenko Kestranek en acteur Fred Liewehr in het dramatische vak. De eerste artistieke successen kwamen tijdens de studie en verdrongen deze steeds meer naar de achtergrond.

## Carrière als acteur
Na afsluiting van zijn acteursopleiding werkte hij vanaf 1958 als acteur en regieassistent bij verschillende Weense keldertheaters. Verbintenissen leidden hem naar het Volkstheater en naar het Theater in der Josefstadt in Wenen. Met stukken als Einmal Moskau und zurück en Das Konzert vestigde hij zijn naam in de theaterwereld. Decennia lang trad hij op op Duitstalige podia, waaronder in Wenen, München, Frankfurt, Hamburg en Berlijn, waar hij zijn talenten in veel boulevardstukken bewees. In het Theater an der Wien en op andere musicalpodiums overtuigde hij in producties zoals Nikos als Alexis Sorbas, Das Appartement, My Fair Lady, Schwejk it easy! en Anatevka. In zijn laatste musicalrol speelde hij vanaf 2010 in het Raimundtheater een van de mannelijke hoofdrollen in Ich war noch niemals in New York als Otto Staudach.
Met de regie van operettes als Paganini in Frankfurt, evenals met door hem gecomponeerde, geschreven en vertolkte chansons bewees Peter Fröhlich zijn verdere artistieke complexiteit in het Duitstalige gebied. Met zijn voordracht van Weense liederen en verhalen in talrijke Europese steden, werd hij de Ambassadeur van het Weense erfgoed. Alles bij elkaar stond hij tot 2011 bij ongeveer 5600 voorstellingen op het podium. Op 13 november 2016 zou hij nog tijdens het 18e Wienerlied Rathaus Gala in het Weense gemeentehuis op het podium staan, maar door zijn plotseling overlijden in juli was dit niet meer mogelijk.

## Film en televisie
Naast zijn werk als podiumvertolker werkte hij ten minste sinds 1957 mee in Oostenrijkse en Duitse film- en serieproducties voor de televisie en in bioscoopfilms. In september 1969 presenteerde hij vanuit de Internationale Funkausstellung in Stuttgart, als opvolger van Chris Howland, de 60e aflevering van de door de NDR voor de ARD geproduceerde tv-show Musik aus Studio B. Tot april 1970 presenteerde hij dan in totaal vijf afleveringen van deze uitzending. Van 1986 tot 1990 presenteerde hij de show Fröhlich am Samstag, waarin hij de plaats van zijn overleden vriend Heinz Conrads (Guten Abend am Samstag) innam en ambitieuze artiesten begroette. Fröhlich maakte in 2011 in een interview bekend, dat hij niet Conrads plaats had ingenomen maar zijn plaats achter de microfoon.
Algemene bekendheid kreeg hij in de jaren 1990 in Oostenrijk door zijn rol in de ORF-serie Kaisermühlen-Blues. Hij speelde in deze rol met een toupetje, vanwege zijn gedeeltelijke kaalheid. Door de latere overname van de serie door de Duitse televisie breidde zijn bekendheid zich verder uit bij het Duitse publiek. Afgezien van podium en film werkte hij ook als hoorspel- en stemacteur.

## Privéleven en overlijden
Peter (Fritsch) Fröhlich was voor de tweede keer getrouwd met Anita, een voormalige ballerina. In 2011 woonde hij reeds ongeveer 50 jaar in München, maar hij plande toch een terugkeer naar Pitten en omgeving. Hij overleed plotseling op 11 juli 2016 op 77-jarige leeftijd in Altaussee.

## Discografie
- 1966 - Ich bin immer für dich da Single, Polydor 1966
- 1966 - Keine Angst, ich komme wieder Single, Polydor 1966
- 1967 - Eine Hand voll Glück Single, Polydor 1967
- Servus in Wien – 12 Wiener Lieder von Peter Fröhlich audio-cd, componist en vertolker Peter Fröhlich
  - 3 Kilometer außerhalb von Wien
  - Bist du's noch Wienerstadt
  - Das Servus in Wien
  - Ein Wienerlied
  - I bin a Wiener
  - Ich hab mit Wien ein Rendezvous
  - Ich kenn in Wien ein Mädel
  - Ich wein nicht um ein Wien wie's früher einmal war
  - Wann seh'n wir uns in Wien
  - Wenn a alter Weaner dir erzählt
  - Wenn ich heimkomm nach Wien
  - Wien lernst net kennen in einem Tag

## Filmografie (selectie)
- 1960: Kriminaltango
- 1960: The Magnificent Rebel
- 1962: Dicke Luft
- 1962: Die Post geht ab
- 1964: Frühstück mit dem Tod
- 1964: Liebesgrüße aus Tirol
- 1964: Die große Kür
- 1965: Der wahre Jakob
- 1966: Ein Tag in Paris
- 1970: Das Kamel geht durch das Nadelöhr
- 1970: Die seltsamen Methoden des Franz Josef Wanninger - Kochkünste
- 1971: Die Blume von Hawaii
- 1972: Der Graf von Luxemburg
- 1972: Elisabeth, Kaiserin von Österreich
- 1979: Träume kann man nicht verbieten
- 1985: Tapetenwechsel
- 1988: Fröhliche Chaoten
- 1992–1999: Kaisermühlen Blues
- 1996: Ein fast perfekter Seitensprung
- 1997: Fröhliche Chaoten
- 1998: Hinterholz 8
- 2003: Die Liebe hat das letzte Wort
- 2003: MA 2412 – Die Staatsdiener
- 2004: Liebe hat das letzte Wort 2005: Vier Frauen und ein Todesfall (1 aflevering)
- 2005: Vier Frauen und ein Todesfall (1 aflevering)
- 2005-2006: Sturm der Liebe (8 afleveringen)
- 2007: Niete zieht Hauptgewinn
- 2008: Rosamunde Pilcher – Melodie der Liebe
- 2014: Tatort: Paradies
- 2014: Unsere Schule ist die Beste

- Bibsys: 8062167
- Gemeinsame Normdatei: 129948845
- International Standard Name Identifier: 0000 0003 8441 1028
- MusicBrainz: b7a0b1f4-5c0a-4231-a45c-9ae0a3616d73
- Istituto Centrale per il Catalogo Unico: TSAV668733
- Virtual International Authority File: 275909856
- WorldCat: E39PBJjxtpmkBhB64Bc9wpGrbd